# Zhujiang
Zhujiang eller Perlefloden ( 珠江, pinyin: Zhū Jiāng, eller Yue Jiang) er Kinas tredjelængste flod (2.197 km når man regner med den fjerneste kildeflod, Xi Jiang) efter Chang Jiang og Huang He), og den næst største efter vandføring (efter Chang Jiang). Den løber ud i det Sydkinesiske Hav mellem Hongkong og Macao. Det lavere løb udgør et stort floddelta.
Navnet hænger sammen med en ø i floden ved navn søperleøen. Nu er denne ø en del af flodbredden, da flodløbet har ændret sig. Den øverste del af floden kaldes ofte Nanpan med den nordlige biflod Beipan og derefter Hongshui He. Øverst ved den vestlige ende af Nanpan ligger millionbyen Kunming i nærheden af flodens udspring i det østlige Yunnan.
Perlefloden forener tre store floder, Xi Jiang, Bei Jiang og Dong Jiang. Flodens afvandingssområde omfatter det meste af provinserne Guangdong, Guangxi, Yunnan og Guizhou, og dele af Hunan og Jiangxi, i alt et område på 409.480 km².
Perleflodens nedre løb og delta er et af Kinas mest dynamiske økonomiske områder. Her er Folkerepublikken Kinas to første særlige økonomiske zoner, byene Shenzhen og Zhuhai, andre millionbyer er Kanton, Foshan og Dongguan, og de to tidligere britiske og portugisiske kolonier Hongkong og Macao. Disse og andre store byer danner et næsten sammenhængende byområde. 
- Wikimedia Commons har flere filer relateret til Zhujiang

23°14′27″N 113°10′26″Ø / 23.240935°N 113.173838°Ø